# 近江あかり
近江 あかり（おうみ あかり、1989年11月10日 - ）は、日本の元女子バレーボール選手。

## 来歴
京都府京都市出身。母親は中学校教師。小学4年時に実姉の影響でバレーボールを始める。2005年に京都橘高校に進学。当初はセンターの控えだったが、レギュラー選手のケガでレフトに起用されるようになり、2007年3月の春高バレーベスト4入りに貢献した。同年10月、同級生の井上琴絵らとともに秋田わか杉国体優勝に大きく貢献。
2008年、以前から知り合いだった東海大学の藤井壮浩監督（元JTマーヴェラスコーチ）からオファーがあり、同校に進学する。2年次には大学3冠に貢献。2010年4月、全日本女子メンバーに登録された。同年の第2回アジアカップに出場。同年12月、全日本インカレにおいて悲願の優勝を果たし、自らもレシーブ賞に輝いた。
2011年12月、V・プレミアリーグのNECレッドロケッツの内定選手となり、翌年2月4日の東レ戦でプレミアデビューを飾り、チーム最多得点をあげる活躍を果たした。2012年5月の黒鷲旗大会では、チーム3位入賞に貢献し若鷲賞（新人賞）を獲得した。同年9月のV・サマーリーグ優勝に貢献した。
2012/13Vプレミアリーグでは、チームレギュラーラウンド1位に大きく貢献し、自らもベスト6・新人賞を獲得した。続く第62回黒鷲旗大会で準優勝の原動力となった。
2013年4月、全日本女子メンバーに登録された。
2013年7月、第27回ユニバーシアード代表に選出された。同年8月のFIVBワールドグランプリのブルガリア戦でスタメン出場し、A代表デビューを果たした。同年のアジア選手権、グラチャンに出場した。
2014/15Vプレミアリーグではファイナルに進出、久光製薬スプリングスとの優勝決定戦で勝利してチームの10年ぶり5度目となるリーグ制覇に貢献すると共に、自身も最高殊勲選手（MVP）に選出された。
2017年、現役引退。チーム公式サイトにて社業に専念することを発表した。

## プレースタイル
身長はないが、アタックからサーブレシーブ、サーブまで好成績を残すオールラウンダーであった。NEC監督の山田晃豊は「攻守にわたり軸となる選手」と評している。

## 球歴
- 全日本女子 - 2010年、2013年
- ユニバーシアード代表 - 2011年、2013年[11]

## 所属チーム
- 市立藤ノ森小学校
- 市立藤森中
- 京都橘高校
- 東海大学（2008-2012年）
- NECレッドロケッツ（2012-2017年）

## 受賞歴
- 2012年 - 第61回黒鷲旗大会 若鷲賞（新人賞）
- 2013年 - 2012/13Vプレミアリーグ 新人賞、ベスト6
- 2015年 - 2014/15Vプレミアリーグ 最高殊勲選手賞、ベスト6

## 個人成績
Vプレミアリーグレギュラーラウンドにおける個人成績は下記の通り。
| シーズン | 所属 | 出場 | 出場   | アタック | アタック | アタック | アタック | ブロック | ブロック | サーブ | サーブ | サーブ | サーブ | レセプション | レセプション | 総得点 | 備考     |
| -------- | ---- | ---- | ------ | -------- | -------- | -------- | -------- | -------- | -------- | ------ | ------ | ------ | ------ | ------------ | ------------ | ------ | -------- |
| シーズン | 所属 | 試合 | セット | 打数     | 得点     | 決定率   | 効果率   | 決定     | /set     | 打数   | エース | 得点率 | 効果率 | 受数         | 成功率       | 総得点 | 備考     |
| 2011/12  | NEC  | 10   | 35     | 284      | 98       | 34.5%    | %        | 10       | 0.29     | 117    | 4      | 3.42%  | 13.6%  | 213          | 60.1%        | 112    | 内定選手 |
| 2012/13  | NEC  | 28   | 114    | 867      | 316      | 36.4%    | %        | 50       | 0.44     | 447    | 14     | 3.13%  | 10.0%  | 643          | 65.2%        | 380    |          |
| 2013/14  | NEC  | 26   | 98     | 665      | 199      | 29.9%    | %        | 36       | 0.37     | 334    | 10     | 2.99%  | 12.4%  | 582          | 61.5%        | 245    |          |
| 2014/15  | NEC  | 21   | 79     | 575      | 201      | 35.0%    | %        | 23       | 0.29     | 307    | 4      | 1.30%  | 7.7%   | 543          | 73.3%        | 228    |          |
| 2015/16  | NEC  | 21   | 70     | 294      | 116      | 39.5%    | %        | 11       | 0.16     | 207    | 9      | 4.35%  | 11.8%  | 385          | 60.8%        | 136    |          |
| 2016/17  | NEC  | 21   | 75     | 563      | 199      | 35.3%    | %        | 15       | 0.20     | 260    | 4      | %      | 8.4%   | 309          | 67.6%        | 218    |          |